# Votação por contraste
Votação por contraste visual ou simplesmente votação por contraste é um método de votação formal ou informal em que não há contagem da quantidade exata de votos. Alguma autoridade (como a mesa diretora de uma Câmara Municipal ou de um Congresso Estudantil, por exemplo) anuncia quais propostas serão votadas, e pede para que os votantes que apoiam cada proposta se manifestem em momentos distintos. Após serem anunciadas todas as propostas e observadas as manifestações em cada uma delas, a autoridade determina qual opção obteve a maioria dos votos. Caso haja uma quantidade semelhante de votos, a autoridade informa que não é possível avaliar o resultado por contraste, e outra forma de votação deve ser utilizada (como a contagem de cédulas, ou contagem de mãos/crachás levantados).
Essa metodologia é utilizada quando não é preciso saber exatamente quantos votos cada proposta obteve, e sim qual delas obteve a maior quantidade de votos. Assim sendo, é utilizada nas votações simbólicas da Câmara Municipal de Belo Horizonte, sendo suficiente quando há uma maioria clara em apoio a uma determinada proposta. Nesse caso, sinta-se quantos vereadores se levantaram. A votação por contraste também é utilizada na plenária do Congresso da UNE, com participação de centenas de delegados estudantis. Nessa situação, se gastaria muito tempo para contar quantos votos cada proposta teve, o que é desnecessário quando há um apoio muito maior a uma delas. Os delegados levantam seus crachás, e a mesa diretora anuncia o resultado, quando possível. O método também já foi utilizado por comissões da Câmara de Deputados, bancários em greve, por delegados da UBES, e por um diretório estadual do PT.
Esse método é vantajoso quando é preciso realizar votações sobre diversas pautas, como na aprovação de um Estatuto de Grêmio Estudantil. No entanto, ele exige certa confiança na autoridade que vai determinar se houve maioria clara o suficiente para determinar a votação por contraste. Em muitos casos, os votantes se manifestam, afirmando se há contraste claro ou não, o que determina se será preciso fazer a contagem individual de votos ou não.
O livro clássico Robert's Rules of Order se refere ao método como "show of hands" (mostrar as mãos) ou "raising the right hand" (levantar a mão direita).